# Toshimitsu Asai
Toshimitsu Asai (浅井 俊光 Asai Toshimitsu?), född 4 april 1983 i Shizuoka prefektur, är en japansk fotbollsspelare.
Asai började sin karriär 2006 i Sagan Tosu. Efter Sagan Tosu spelade han för Blaublitz Akita och Nara Club. Han avslutade karriären 2016.